# Samantha Larson
Samantha Larson (Long Beach (Californië), 7 oktober 1988) is een Amerikaanse bergbeklimster.
Op 16 mei 2007 bereikte zij op achttienjarige leeftijd de top van de Mount Everest en is daarmee de jongste niet-Nepalese vrouw die ooit de Mount Everest heeft beklommen, maar niet de eerste vrouw (de Nederlandse Katja Staartjes bijvoorbeeld bedwong de berg al op 13 mei 1999). Met de beklimming van de Mount Everest heeft zij alle Zeven toppen bedwongen. Ze was toen de jongste persoon ooit die deze prestatie had geleverd.
Larson had een technische middelbareschoolopleiding achter de rug. Vanwege haar voorbereidingen voor de beklimming van de Mount Everest onderbrak ze haar studie aan de Stanford-universiteit een jaar en studeerde vervolgens verder. In mei 2011 leverde ze haar afstudeerscriptie in.